# Erythroxylum longisetulosum
Erythroxylum longisetulosum är en tvåhjärtbladig växtart som beskrevs av Loiola och M.F.Sales. Erythroxylum longisetulosum ingår i släktet Erythroxylum och familjen Erythroxylaceae. Inga underarter finns listade i Catalogue of Life.